# Coprindusia pallida
Coprindusia pallida is een fossiele soort schietmot uit de familie Leptoceridae.